# Шамшадинский султанат
Шамшадинский султанат — государственное образование, существовавшее в 1747—1801 годах в Закавказье.

## История
Шамшадинский султанат, вассальный Картли-Кахетинскому царству, возник после смерти иранского правителя Надир-шаха, которая привела к междоусобицам за шахский трон и ослаблению централизованной власти. Шамшадинский султанат являлось владением кочевников из племён казахлар и шамсаддинлу. Шамсаддинлу являлись ветвью туркоманского племени зулкадар, которые первоначально кочевали в южной Армении в районе Дийярбекра. В XVII веке имели пастбища для скота в Карабахе. В 1801 году Картли-Кахетинское царство было присоединено к России, а вместе с ним и три султаната — Борчалинский, Казахский и Шамшадинский.
12 сентября 1801 г. специальным манифестом российского императора Александра I Восточная Грузия была присоединена к России. После упразднения Грузинского царства российские владения за Кавказским хребтом были объявлены губернией, «заключающей собственно Грузию (Карталинию и Кахетию) и мусульманские „дистанции“». Губерния делилась на Кахетию верхнюю (Телав), нижнюю (Сигнах), Карталинию верхнюю (Душет), среднюю (Гори), нижнюю (Тифлис) и Сомхетию (Лори). Кроме того, в состав губернии входили татарские дистанции: Борчалинская, Казахская, Шамшадинская

Шамшадилы (шамшаддилы) поминаются в разных источниках, одним из которых является “Обозрение российских владений за Кавказом, в статистическом, этнографическом, топографическом и финансовом отношениях. Часть II”. Судя по источнику, обозрение относится к 1836 году и описывает владения шамсадилов в страницах 256–257.
По камеральному описанию в 1831 году, исчислено в 50 селениях Шамшадильской дистанции 2,561 дым, в которых заключалось 10,888 душ мужского пола. Это народонаселение, судя вообще по пространству земли и по количеству удобной из нее для хлебопашества, весьма незначительно, ибо составляет не более 2,5 душ мужского пола на каждую квадратную версту.
Жители Шамшадильской дистанции разделяются на те же классы, как и Казахские; права, преимущества и обязанности каждого из них равномерно те же. Даже в отношении физических способностей, нравственных качеств и просвещения, жители Шамшадильской дистанции совершенно сходствуют с Казахцами, будучи с ними одного происхождения, одного вероисповедания, и говоря теми же языками.
Но касательно общего благосостояния должно заметить, что Шамшадильские армяне, за оказанное ими усердие при вторжении в наши пределы персиян, избавлены от управления татарских агаларов; это самое дало им возможность улучшить свое благосостояние.
В общем числе народа заключается 8,697 татар и 2,191 армян мужского пола. Армяне исповедуют религию христианскую, а татары — магометанскую; большая часть мусульман следуют учению Али.

История с восстанием Насиб султана в 1819 году, которое впоследствии было подавлено и завершено прокламацией Ермолова, упоминается в книге  “История 13-го Лейб-Гренадерского Эриванского Его Величества полка за 250 лет. Часть IV” (стр. 34–35).

## Список султанов
- Аллахверди султан Зулкадар (1747—1761)
- Али султан Шамсаддинли (1761—1797)
- Насиб султан Шамсаддинли (1797—1819)